# مؤسسه فناوری سلطنتی ملبورن

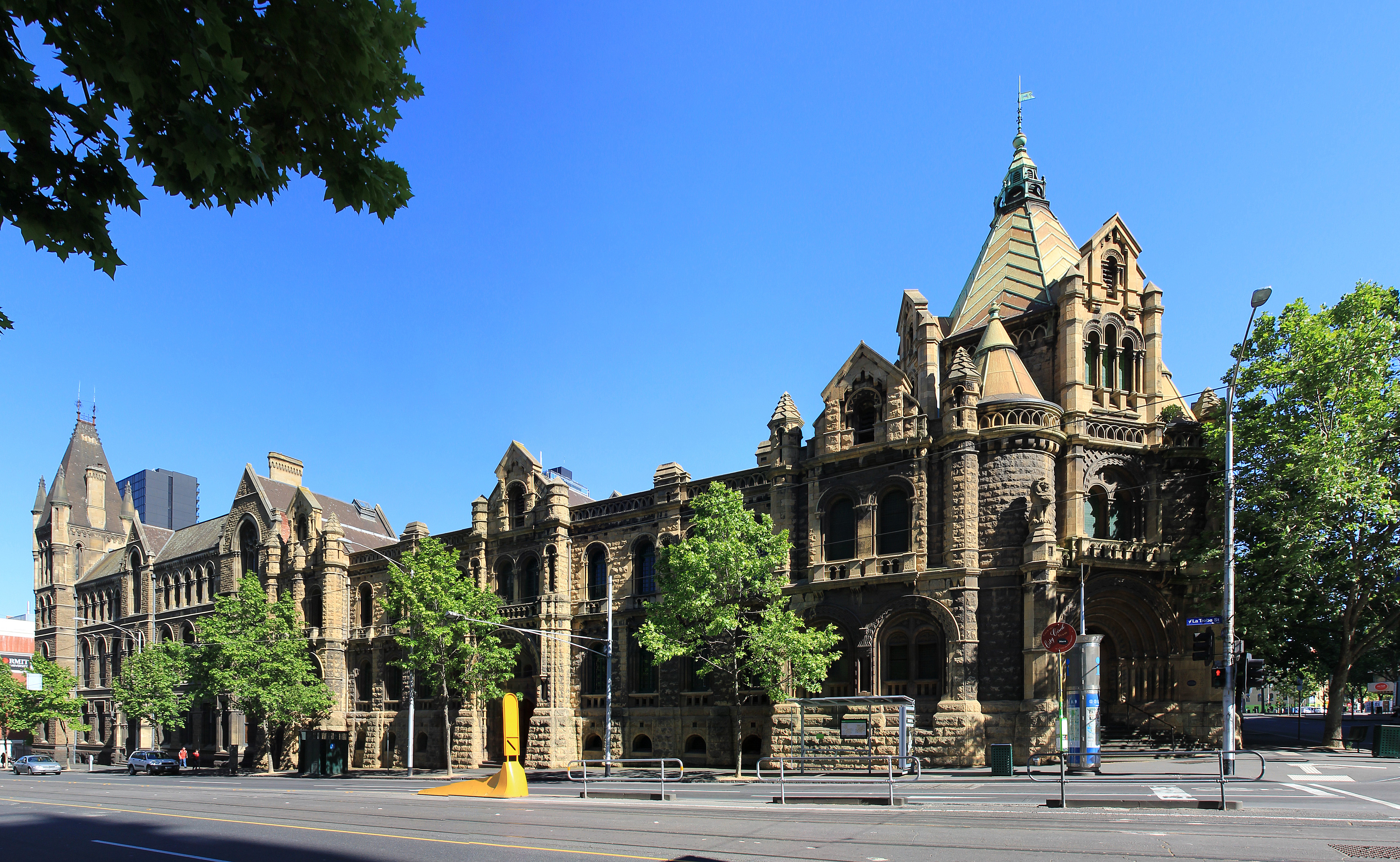
سمت چپ، ساختمان ۱ (ساختمان فرانسیس اورمون). سمت راست، ساختمان ۲۰ (دادگاه سابق). در محوطه شهر ملبورن، خانه رئیس دانشگاه وجود دارد.

مؤسسه فناوری سلطنتی ملبورن (به انگلیسی: Royal Melbourne Institute of Technology) به اختصار RMIT، یک دانشگاه تحقیقاتی دولتی در ملبورن واقع در ایالت ویکتوریا استرالیا است که در سال ۱۸۸۷ میلادی بنیان‌نهاده شده‌است. این دانشگاه، بزرگترین ارائه‌دهنده آموزش دانشگاهی در استرالیا با حدود ۸۳٬۰۰۰ دانشجو است. درآمد سالیانه دانشگاه RMIT در سال ۲۰۱۵ نزدیک به ۱٫۱۶۳ میلیارد دلار بوده‌است که یکی از ثروتمندترین دانشگاه‌های استرالیا محسوب می‌شود.
دانشگاه RMIT، یک دانشگاه با سیستم آموزشی دوگانه (Dual sector education) است، بدین معنی که آموزش در آن شامل آموزش‌های مهارت-محور و دانش-محور است.
محوطه اصلی دانشگاه در مرکز شهر ملبورن و قسمتی نیز در ناحیه شمالی هادل گرید قرار دارد. علاوه بر محوطه اصلی دانشگاه در شهر، دارای دو محوطه دیگر در منطقه شهری ملبورن است که در حومه شمالی برانزویک و باندورا واقع شده‌است. این مرکز همچنان یک سایت آموزشی در حومه غربی پوینت کوک واقع در نیروی هوایی سلطنتی استرالیا در ویلیامز و یک سایت تحقیقاتی در منطقه گِرمپیِنز جنوبی در شهر روستایی همیلتون دارد.
دانشگاه RMIT در خارج از استرالیا، در آسیا و اروپا حضور دارد. در آسیا، دارای دو واحد بین‌المللی در ویتنام است که در هانوی و هوشی‌مین قرار دارند و نیز مشارکت آموزشی در چین، هنگ کنگ، اندونزی، سنگاپور و سریلانکا دارد. در اروپا، مرکز هماهنگی در اسپانیا واقع در بارسلونا است.

## رتبه‌بندی (رنکینگ)
طبق رتبه‌بندی QS در سال 2023، دانشگاه RMIT، در میان ۲۵۰ دانشگاه برتر جهان قرار دارد و 11اُمین دانشگاه برتر استرالیا است.
طبق رتبه‌بندی QS در سال ۲۰23، دانشگاه RMIT، دانشگاه ۵ ستاره ارزیابی شده‌ و رتبه 190 را به خود اختصاص داده است. طبق همین رتبه‌بندی، ۱۶مین دانشگاه در زمینه هنر و طراحی است که به عنوان بهترین دانشگاه در زمینه هنر و طراحی در استرالیا و نیمکره جنوبی شناخته می‌شود و رتبه ۱۶اُم را در میان ۵۰ دانشگاه برتر دنیا که زیر ۵۰ سال قدمت دارند را کسب کرده‌است.

## نگارخانه

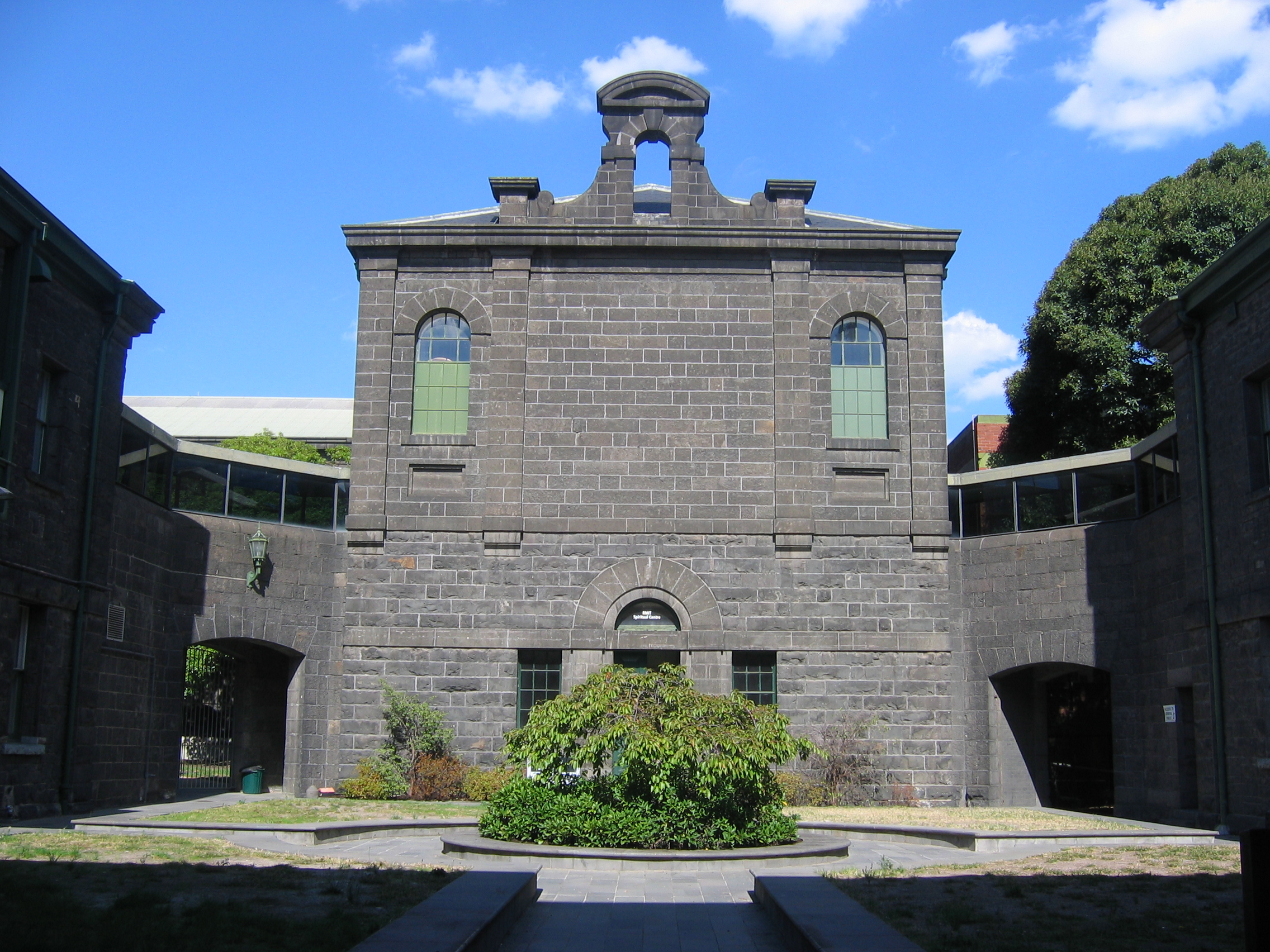
مرکز معنوی در محوطه دانشگاه در شهر ملبورن
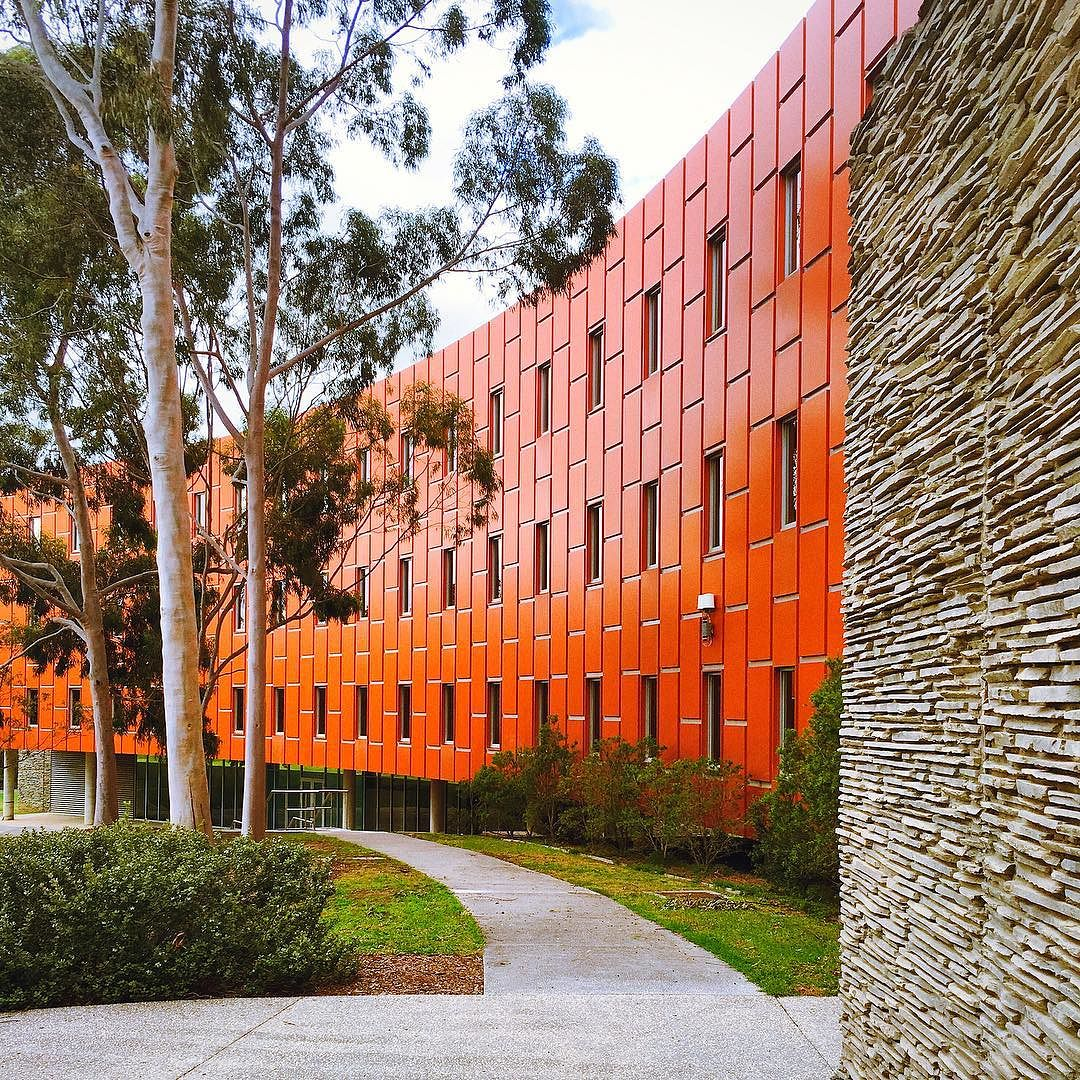
ساختمان ۲۲۰ در محوطه باندورا